# Aechmea patriciae
Aechmea patriciae är en gräsväxtart som beskrevs av Hans Edmund Luther. Aechmea patriciae ingår i släktet Aechmea och familjen Bromeliaceae. Inga underarter finns listade i Catalogue of Life.